# Kira Kosarin
Kira Nicole Kosarin, née le 7 octobre 1997 est une actrice et chanteuse américaine d'origine russe. Elle est notamment connue grâce à ses rôles de Phoebe Thunderman dans la série Nickelodeon Les Thunderman, et de Nadia Dando dans la série télévisée Light as a Feather.

## Biographie
Kira est née le 7 octobre 1997 dans le New Jersey de parents d'origine russe. Ses parents étaient interprètes de Broadway, sa mère comme actrice et son père comme directeur de musique, chef d'orchestre et producteur de disque, ainsi elle a grandi en chantant et en dansant.
Inspirée par ses parents, elle danse et étudie le ballet au théâtre de ballet de Boca. Séduite par l'univers de la télévision, elle déménage à Los Angeles en 2011 pour y poursuivre sa carrière.
Depuis 2020 , elle est en couple avec le musicien Max Chester . En 2023 elle se fiance après trois ans de relation et Ils se marient en juillet 2024.

## Carrière
En 2015, elle est nommée aux Kids' Choice Awards dans la catégorie Favorite TV Actress, mais le prix est attribué à Laura Marano. L'année suivante, elle est de nouveau nommée dans la même catégorie et encore une fois, ne l'emporte pas.
Son film Nickelodeon, One Crazy Cruise (initialement intitulé Tripwrecked) a été filmé à l'automne 2014 à Vancouver, Colombie-Britannique et a été présenté le 19 juin 2015.

## Filmographie

### Télévision

#### Séries télévisées
- 2012 : Shake It Up : Raina Kumar (saison 2, épisode 21)
- 2013–2018 : Les Thunderman : Phoebe Thunderman (rôle principal)
- 2014 : Trois fantômes chez les Hathaway : Phoebe Thunderman (saison 2, épisodes 10-11, crossover avec la série Les Thunderman)
- 2016 : Rock Academy : Princesse Oliviana (saison 1, épisode 6)
- 2016 : Henry Danger : Phoebe Thunderman (saison 2, épisode 17, crossover avec la série Les Thunderman)
- 2016 : Paradise Run : elle-même (2 épisodes)
- 2019 : Light as a Feather : Nadia Dando (rôle principal, 12 épisodes)
- 2024 : That '90s Show : Betsy Kelso
- 2024 : Le Retour des Thunderman : Phoebe Thunderman
- depuis 2025 :  Les Thunderman - Undercover : Phoebe Thunderman

#### Téléfilms
- 2015 : Une croisière d'enfer (téléfilm (Nickelodeon) : Ellie Bauer
- 2017 : Nickelodeon's Slizzing Summer Camp Special (téléfilm Nickelodeon) : Elle-même

#### Émissions
- 2014 : AwesomenessTV (en) : Elle-même (saison 2, épisode 1)
- 2015 : Nickelodeon's Ho Ho Holiday (émission spéciale) : Elle-même

## Nominations
| Année | Prix                | Catégorie                | Œuvre          | Résultat   |
| ----- | ------------------- | ------------------------ | -------------- | ---------- |
| 2015  | Kids' Choice Awards | Actrice de télé préférée | Les Thunderman | Nomination |
| 2016  | Kids' Choice Awards | Actrice de télé préférée | Les Thunderman | Nomination |